# Eugène Charles Apert
Eugène Charles Apert, född 27 juli 1869 i Paris, död 2 februari 1940, var en fransk barnläkare. 
Apert visade stort intresse för medfödda missbildningar och genetiska sjukdomar. Han beskrev 1906 nio barn med skall-, ansikts-, hand- och fotmissbildningar, Acrocephalosyndactyli, vilket sedan dess bär hans namn - Aperts syndrom.
Apert påbörjade sina medicinska studier 1893 och avlade examen 1897, varefter han var knuten till Hôtel Dieu och Hôspital Saint-Louis. Från 1919 till 1934 var han verksam på Hôspital des Enfants-Malades i Paris. Han var en flitig författare och producerade ett flertal artiklar. Fram till sin död var han verksam inom medicin och vetenskap.